# Hamid Albreiki
Hamid Abdullateef Abdulelah Albreiki, meglio noto come Hamid Albreiki (in arabo حامد عبد اللطيف عبد الإله البريكي‎?; Dubai, 16 dicembre 2000), è un cestista emiratino.

## Carriera

### Club
Hamid Albreiki è cresciuto nel settore giovanile dello Shabab Al-Ahli, squadra degli Emirati Arabi Uniti. Con la maglia dello Shabab Al-Ahli, ha fatto il suo esordio da professionista nel 2021, diventando in poco tempo un elemento fondamentale nelle rotazioni della squadra. Con il club di Dubai, ha conquistato in tre occasioni la vittoria della UAE Basketball League.
Sempre con la canotta dello Shabab Al-Ahli, Albreiki ha giocato nella FIBA West Asia Super League, fino dalla prima edizione del torneo nella stagione 2022-23. Nella competizione Albreiki si è gradualmente imposto come uno dei giovani più promettenti della Gulf Leauge; soprattutto durante la fase a gironi della stagione 2024-25, il giocatore, nelle cinque partite disputate, ha fatto registrare una media di 17.4 punti, 3.4 rimbalzi e 1.8 assist a partita, mettendo anche a referto due prestazioni consecutive da 25 punti, nelle ultime due decise gare del girone.

### Nazionale
Albreiki ha preso parte con la Nazionale Under-18 ai Campionati asiatici maschili di pallacanestro Under-18 2018, in cui tutte le tre partite disputate dalla nazionale mettendo a referto 10.7 punti a partita.
Dal 2022 è entrato a far parte del roster  della nazionale maggiore degli Emirati Arabi Uniti. Nell'estate 2023 entra nei convocati degli Emirati Arabi Uniti per i XIX Giochi asiatici, dove nelle tre partite in cui scende in campo regista 11.7 punti, 5.7 rimbalzi e 2.7 assist a partita.

## Palmarès

### Club
- UAE Basketball League: 3

Shabab Al-Ahli: 2021-2022, 2022-2023, 2023-2024
- FIBA WASL Gulf League: 1

Shabab Al-Ahli: 2024-2025